# Championnat de la ligue de snooker 2019
Le championnat de la ligue 2019 est un tournoi de snooker non-classé comptant pour la saison 2018-2019. L'épreuve s'est tenue du 1er janvier au 14 mars 2019 à la Ricoh Arena de Coventry pour les phases de groupes et au Barnsley Metrodome de Barnsley en Angleterre pour le groupe final.  

## Faits marquants
Le tenant du titre est John Higgins qui s'était imposé face au Chinois Zhou Yuelong. En 2019, c'est Martin Gould qui remporte le titre contre Jack Lisowski 3 frames à 1. Le meilleur break a été réalisé par David Gilbert avec un score de 147. Il s'agissait du cent quarante-septième de l'histoire. 

## Format du tournoi
L'événement du championnat de la ligue voit s'affronter 25 joueurs (28 avec les remplaçants) qui gagnent de l'argent pour chaque manche gagnée. Les matchs se disputent au meilleur des 5 manches et la ligue est jouée de janvier à mars.
La compétition s'étend sur huit groupes, chacun composé de sept joueurs. Dans chaque groupe, les quatre premiers se qualifient pour un play-off et les gagnants des sept premières play-offs se qualifient pour le groupe des vainqueurs. Les deux joueurs les moins bien classés de chaque groupe sont éliminés et les quatre restants se déplacent vers le groupe suivant où ils sont rejoints par trois autres joueurs jusqu'au septième groupe. Les vainqueurs jouent dans le groupe final et le gagnant décroche le titre et une place au champion des champions 2019.

## Dotation
La répartition des prix est la suivante :
Groupes 1 à 7
- Vainqueur : 3 000 £
- Finaliste : 2 000 £
- Demi-finaliste : 1 000 £
- Manche gagnée (groupes) : 100 £
- Manche gagnée (play-offs) : 300 £
- Meilleur break : 500 £

Groupe des vainqueurs
- Vainqueur : 10 000 £
- Finaliste : 5 000 £
- Demi-finaliste : 3 000 £
- Manche gagnée (groupes) : 200 £
- Manche gagnée (play-offs) : 300 £
- Meilleur break : 1 000 £

Dotation totale : 177 500 £

## Groupe 1
Le groupe 1 a été joué les 1er et 2 janvier 2019. Neil Robertson a été le premier à se qualifier pour le groupe des vainqueurs.

### Matchs
- Neil Robertson 3–1 Jack Lisowski
- Jimmy Robertson 0–3 Robert Milkins
- Anthony Hamilton 3–2 Neil Robertson
- Mark King 3–1 Ricky Walden
- Jack Lisowski 1–3 Jimmy Robertson
- Robert Milkins 2–3 Mark King
- Ricky Walden 3–1 Anthony Hamilton
- Neil Robertson 3–1 Jimmy Robertson
- Jack Lisowski 3–1 Robert Milkins
- Mark King 3–0 Anthony Hamilton
- Ricky Walden 3–0 Robert Milkins
- Jimmy Robertson 1–3 Anthony Hamilton
- Neil Robertson 1–3 Ricky Walden
- Jack Lisowski 3–1 Mark King
- Jimmy Robertson 3–0 Ricky Walden
- Robert Milkins 1–3 Anthony Hamilton
- Neil Robertson 3–0 Mark King
- Jack Lisowski 3–2 Anthony Hamilton
- Jimmy Robertson 3–1 Mark King
- Jack Lisowski 3–2 Ricky Walden
- Neil Robertson 3–1 Robert Milkins

### Tableau
| Pos. | Joueur           | J | G | P | Mp | Mc | D  |                                               |
| ---- | ---------------- | - | - | - | -- | -- | -- | --------------------------------------------- |
| 1    | Neil Robertson   | 6 | 4 | 2 | 15 | 9  | +6 | Qualification pour les play-offs du groupe 1. |
| 2    | Jack Lisowski    | 6 | 4 | 2 | 14 | 13 | +1 | Qualification pour les play-offs du groupe 1. |
| 3    | Ricky Walden     | 6 | 3 | 3 | 12 | 11 | +1 | Qualification pour les play-offs du groupe 1. |
| 4    | Anthony Hamilton | 6 | 3 | 3 | 12 | 13 | -1 | Qualification pour les play-offs du groupe 1. |
| 5    | Jimmy Robertson  | 6 | 3 | 3 | 11 | 11 | 0  | Qualification pour le groupe 2.               |
| 6    | Mark King        | 6 | 3 | 3 | 11 | 12 | -1 | Élimination de la compétition.                |
| 7    | Robert Milkins   | 6 | 1 | 5 | 9  | 15 | -6 | Élimination de la compétition.                |

### Play-offs
|  | Demi-finales au meilleur des 5 manches | Demi-finales au meilleur des 5 manches |   |  | Finale au meilleur des 5 manches | Finale au meilleur des 5 manches |  |
|  |                                        |                                        |   |  |                                  |                                  |  |
|  | Neil Robertson                         | 3                                      |   |  |                                  |                                  |  |
|  | Anthony Hamilton                       | 0                                      |   |  |                                  |                                  |  |
|  |                                        |                                        |   |  | Neil Robertson                   | 3                                |  |
|  |                                        | Jack Lisowski                          | 0 |  |                                  |                                  |  |
|  | Jack Lisowski                          | 3                                      |   |  |                                  |                                  |  |
|  | Ricky Walden                           | 1                                      |   |  |                                  |                                  |  |

## Groupe 2
Le groupe 2 a été joué les 3 et 4 janvier 2019. Jack Lisowski a été le deuxième à se qualifier pour le groupe des vainqueurs.

### Matchs
- Judd Trump 3–0 Kyren Wilson
- Luca Brecel 3–2 Jimmy Robertson
- Anthony Hamilton 3–0 Judd Trump
- Ricky Walden 2–3 Jack Lisowski
- Kyren Wilson 3–0 Luca Brecel
- Jimmy Robertson 1–3 Ricky Walden
- Jack Lisowski 3–2 Anthony Hamilton
- Judd Trump 1–3 Luca Brecel
- Kyren Wilson 2–3 Jimmy Robertson
- Ricky Walden 3–1 Anthony Hamilton
- Jack Lisowski 1–3 Jimmy Robertson
- Luca Brecel 3–1 Anthony Hamilton
- Judd Trump 1–3 Jack Lisowski
- Kyren Wilson 3–2 Ricky Walden
- Luca Brecel 0–3 Jack Lisowski
- Jimmy Robertson 3–2 Anthony Hamilton
- Judd Trump 3–2 Ricky Walden
- Kyren Wilson 3–1 Anthony Hamilton
- Luca Brecel 3–0 Ricky Walden
- Kyren Wilson 2–3 Jack Lisowski
- Judd Trump 3–1 Jimmy Robertson

### Tableau
| Pos. | Joueur           | J | G | P | Mp | Mc | D  |                                               |
| ---- | ---------------- | - | - | - | -- | -- | -- | --------------------------------------------- |
| 1    | Jack Lisowski    | 6 | 5 | 1 | 16 | 10 | +6 | Qualification pour les play-offs du groupe 2. |
| 2    | Luca Brecel      | 6 | 4 | 2 | 12 | 10 | +2 | Qualification pour les play-offs du groupe 2. |
| 3    | Kyren Wilson     | 6 | 3 | 3 | 13 | 12 | +1 | Qualification pour les play-offs du groupe 2. |
| 4    | Jimmy Robertson  | 6 | 3 | 3 | 13 | 14 | -1 | Qualification pour les play-offs du groupe 2. |
| 5    | Judd Trump       | 6 | 3 | 3 | 11 | 12 | -1 | Qualification pour le groupe 3.               |
| 6    | Ricky Walden     | 6 | 2 | 4 | 12 | 14 | -2 | Élimination de la compétition.                |
| 7    | Anthony Hamilton | 6 | 1 | 5 | 10 | 15 | -5 | Élimination de la compétition.                |

### Play-offs
|  | Demi-finales au meilleur des 5 manches | Demi-finales au meilleur des 5 manches |   |  | Finale au meilleur des 5 manches | Finale au meilleur des 5 manches |  |
|  |                                        |                                        |   |  |                                  |                                  |  |
|  | Jack Lisowski                          | 3                                      |   |  |                                  |                                  |  |
|  | Jimmy Robertson                        | 2                                      |   |  |                                  |                                  |  |
|  |                                        |                                        |   |  | Jack Lisowski                    | 3                                |  |
|  |                                        | Luca Brecel                            | 0 |  |                                  |                                  |  |
|  | Luca Brecel                            | 3                                      |   |  |                                  |                                  |  |
|  | Kyren Wilson                           | 2                                      |   |  |                                  |                                  |  |

## Groupe 3
Le groupe 3 a été joué les 7 et 8 janvier 2019. Judd Trump a été le troisième à se qualifier pour le groupe des vainqueurs.

### Matchs
- Mark Selby 0–3 Barry Hawkins
- Stuart Bingham 2–3 Judd Trump
- Jimmy Robertson 2–3 Mark Selby
- Kyren Wilson 2–3 Luca Brecel
- Barry Hawkins 3–2 Stuart Bingham
- Judd Trump 3–1 Kyren Wilson
- Luca Brecel 3–0 Jimmy Robertson
- Mark Selby 2–3 Stuart Bingham
- Barry Hawkins 3–1 Judd Trump
- Kyren Wilson 3–0 Jimmy Robertson
- Luca Brecel 3–2 Judd Trump
- Stuart Bingham 3–1 Jimmy Robertson
- Mark Selby 3–2 Luca Brecel
- Barry Hawkins 0–3 Kyren Wilson
- Stuart Bingham 3–1 Luca Brecel
- Judd Trump 3–1 Jimmy Robertson
- Mark Selby 3–1 Kyren Wilson
- Barry Hawkins 2–3 Jimmy Robertson
- Stuart Bingham 3–0 Kyren Wilson
- Barry Hawkins 3–0 Luca Brecel
- Mark Selby 3–1 Judd Trump

### Tableau
| Pos. | Joueur          | J | G | P | Mp | Mc | D  |                                               |
| ---- | --------------- | - | - | - | -- | -- | -- | --------------------------------------------- |
| 1    | Stuart Bingham  | 6 | 4 | 2 | 16 | 10 | +6 | Qualification pour les play-offs du groupe 3. |
| 2    | Barry Hawkins   | 6 | 4 | 2 | 14 | 9  | +5 | Qualification pour les play-offs du groupe 3. |
| 3    | Mark Selby      | 6 | 4 | 2 | 14 | 11 | +3 | Qualification pour les play-offs du groupe 3. |
| 4    | Judd Trump      | 6 | 3 | 3 | 13 | 13 | 0  | Qualification pour les play-offs du groupe 3. |
| 5    | Luca Brecel     | 6 | 3 | 3 | 11 | 13 | -2 | Qualification pour le groupe 4.               |
| 6    | Kyren Wilson    | 6 | 2 | 4 | 10 | 12 | -2 | Élimination de la compétition.                |
| 7    | Jimmy Robertson | 6 | 1 | 5 | 7  | 16 | -9 | Élimination de la compétition.                |

### Play-offs
|  | Demi-finales au meilleur des 5 manches | Demi-finales au meilleur des 5 manches |   |  | Finale au meilleur des 5 manches | Finale au meilleur des 5 manches |  |
|  |                                        |                                        |   |  |                                  |                                  |  |
|  | Stuart Bingham                         | 2                                      |   |  |                                  |                                  |  |
|  | Judd Trump                             | 3                                      |   |  |                                  |                                  |  |
|  |                                        |                                        |   |  | Judd Trump                       | 3                                |  |
|  |                                        | Barry Hawkins                          | 0 |  |                                  |                                  |  |
|  | Barry Hawkins                          | 3                                      |   |  |                                  |                                  |  |
|  | Mark Selby                             | 2                                      |   |  |                                  |                                  |  |

## Groupe 4
Le groupe 4 a été joué les 9 et 10 janvier 2019. Stuart Bingham a été le quatrième à se qualifier pour le groupe des vainqueurs.

### Matchs
- Ryan Day 1–3 Ali Carter
- Graeme Dott 3–1 Luca Brecel
- Stuart Bingham 3–1 Ryan Day
- Mark Selby 3–1 Barry Hawkins
- Ali Carter 3–1 Graeme Dott
- Luca Brecel 0–3 Mark Selby
- Barry Hawkins 3–0 Stuart Bingham
- Ryan Day 3–2 Graeme Dott
- Ali Carter 1–3 Luca Brecel
- Mark Selby 3–2 Stuart Bingham
- Barry Hawkins 1–3 Luca Brecel
- Graeme Dott 3–2 Stuart Bingham
- Ryan Day 3–0 Barry Hawkins
- Ali Carter 3–1 Mark Selby
- Graeme Dott 1–3 Barry Hawkins
- Luca Brecel 0–3 Stuart Bingham
- Ryan Day 1–3 Mark Selby
- Ali Carter 1–3 Stuart Bingham
- Graeme Dott 0–3 Mark Selby
- Ali Carter 0–3 Barry Hawkins
- Ryan Day 2–3 Luca Brecel

### Tableau
| Pos. | Joueur         | J | G | P | Mp | Mc | D  |                                               |
| ---- | -------------- | - | - | - | -- | -- | -- | --------------------------------------------- |
| 1    | Mark Selby     | 6 | 5 | 1 | 16 | 7  | +9 | Qualification pour les play-offs du groupe 4. |
| 2    | Stuart Bingham | 6 | 3 | 3 | 13 | 11 | +2 | Qualification pour les play-offs du groupe 4. |
| 3    | Barry Hawkins  | 6 | 3 | 3 | 11 | 10 | +1 | Qualification pour les play-offs du groupe 4. |
| 4    | Ali Carter     | 6 | 3 | 3 | 11 | 12 | -1 | Qualification pour les play-offs du groupe 4. |
| 5    | Luca Brecel    | 6 | 3 | 3 | 10 | 13 | -3 | Qualification pour le groupe 5.               |
| 6    | Ryan Day       | 6 | 2 | 4 | 11 | 14 | -3 | Élimination de la compétition.                |
| 7    | Graeme Dott    | 6 | 2 | 4 | 10 | 15 | -5 | Élimination de la compétition.                |

### Play-offs
|  | Demi-finales au meilleur des 5 manches | Demi-finales au meilleur des 5 manches |   |  | Finale au meilleur des 5 manches | Finale au meilleur des 5 manches |  |
|  |                                        |                                        |   |  |                                  |                                  |  |
|  | Mark Selby                             | 3                                      |   |  |                                  |                                  |  |
|  | Ali Carter                             | 1                                      |   |  |                                  |                                  |  |
|  |                                        |                                        |   |  | Mark Selby                       | 1                                |  |
|  |                                        | Stuart Bingham                         | 3 |  |                                  |                                  |  |
|  | Stuart Bingham                         | 3                                      |   |  |                                  |                                  |  |
|  | Barry Hawkins                          | 1                                      |   |  |                                  |                                  |  |

## Groupe 5
Le groupe 5 a été joué les 21 et 22 janvier 2019. Mark Selby a été le cinquième à se qualifier pour le groupe des vainqueurs. On note le forfait du belge Luca Brecel qui est remplacé par David Gilbert. 

### Matchs
- Stephen Maguire 3–0 Anthony McGill
- Joe Perry 2–3 David Gilbert
- Ali Carter 1–3 Stephen Maguire
- Barry Hawkins 3–0 Mark Selby
- Anthony McGill 3–2 Joe Perry
- David Gilbert 3–1 Barry Hawkins
- Mark Selby 3–0 Ali Carter
- Stephen Maguire 0–3 Joe Perry
- Anthony McGill 1–3 David Gilbert
- Barry Hawkins 1–3 Ali Carter
- Mark Selby 2–3 David Gilbert
- Joe Perry 1–3 Ali Carter
- Stephen Maguire 3–2 Mark Selby
- Anthony McGill 3–1 Barry Hawkins
- Joe Perry 0–3 Mark Selby
- David Gilbert 3–1 Ali Carter
- Stephen Maguire 2–3 Barry Hawkins
- Anthony McGill 2–3 Ali Carter
- Joe Perry 1–3 Barry Hawkins
- Anthony McGill 1–3 Mark Selby
- Stephen Maguire 3–1 David Gilbert

### Tableau
| Pos. | Joueur          | J | G | P | Mp | Mc | D  |                                               |
| ---- | --------------- | - | - | - | -- | -- | -- | --------------------------------------------- |
| 1    | David Gilbert   | 6 | 5 | 1 | 16 | 10 | +6 | Qualification pour les play-offs du groupe 5. |
| 2    | Stephen Maguire | 6 | 4 | 2 | 14 | 10 | +4 | Qualification pour les play-offs du groupe 5. |
| 3    | Mark Selby      | 6 | 3 | 3 | 13 | 10 | +3 | Qualification pour les play-offs du groupe 5. |
| 4    | Barry Hawkins   | 6 | 3 | 3 | 12 | 12 | 0  | Qualification pour les play-offs du groupe 5. |
| 5    | Ali Carter      | 6 | 3 | 3 | 11 | 13 | -2 | Qualification pour le groupe 6.               |
| 6    | Anthony McGill  | 6 | 2 | 4 | 10 | 15 | -5 | Élimination de la compétition.                |
| 7    | Joe Perry       | 6 | 1 | 5 | 9  | 15 | -6 | Élimination de la compétition.                |

### Play-offs
|  | Demi-finales au meilleur des 5 manches | Demi-finales au meilleur des 5 manches |   |  | Finale au meilleur des 5 manches | Finale au meilleur des 5 manches |  |
|  |                                        |                                        |   |  |                                  |                                  |  |
|  | David Gilbert                          | 0                                      |   |  |                                  |                                  |  |
|  | Barry Hawkins                          | 3                                      |   |  |                                  |                                  |  |
|  |                                        |                                        |   |  | Barry Hawkins                    | 0                                |  |
|  |                                        | Mark Selby                             | 3 |  |                                  |                                  |  |
|  | Stephen Maguire                        | 2                                      |   |  |                                  |                                  |  |
|  | Mark Selby                             | 3                                      |   |  |                                  |                                  |  |

## Groupe 6
Le groupe 6 a été joué les 23 et 24 janvier 2019. Martin Gould a été le sixième à se qualifier pour le groupe des vainqueurs.

### Matchs
- Xiao Guodong 0–3 Martin Gould
- Mark Davis 3–0 Ali Carter
- David Gilbert 3–0 Xiao Guodong
- Stephen Maguire 3–1 Barry Hawkins
- Martin Gould 1–3 Mark Davis
- Ali Carter 2–3 Stephen Maguire
- Barry Hawkins 3–1 David Gilbert
- Xiao Guodong 2–3 Mark Davis
- Martin Gould 3–2 Ali Carter
- Stephen Maguire 3–2 David Gilbert
- Barry Hawkins 3–1 Ali Carter
- Mark Davis 1–3 David Gilbert
- Xiao Guodong 1–3 Barry Hawkins
- Martin Gould 3–0 Stephen Maguire
- Mark Davis 1–3 Barry Hawkins
- Ali Carter 3–2 David Gilbert
- Xiao Guodong 3–0 Stephen Maguire
- Martin Gould 3–0 David Gilbert
- Mark Davis 3–2 Stephen Maguire
- Martin Gould 0–3 Barry Hawkins
- Xiao Guodong 0–3 Ali Carter

### Tableau
| Pos. | Joueur          | J | G | P | Mp | Mc | D  |                                               |
| ---- | --------------- | - | - | - | -- | -- | -- | --------------------------------------------- |
| 1    | Barry Hawkins   | 6 | 5 | 1 | 16 | 7  | +9 | Qualification pour les play-offs du groupe 6. |
| 2    | Mark Davis      | 6 | 4 | 2 | 14 | 11 | +3 | Qualification pour les play-offs du groupe 6. |
| 3    | Martin Gould    | 6 | 4 | 2 | 13 | 8  | +5 | Qualification pour les play-offs du groupe 6. |
| 4    | Stephen Maguire | 6 | 3 | 3 | 11 | 14 | -3 | Qualification pour les play-offs du groupe 6. |
| 5    | David Gilbert   | 6 | 2 | 4 | 11 | 13 | -2 | Qualification pour le groupe 7.               |
| 6    | Ali Carter      | 6 | 2 | 4 | 11 | 14 | -3 | Élimination de la compétition.                |
| 7    | Xiao Guodong    | 6 | 1 | 5 | 6  | 15 | -9 | Élimination de la compétition.                |

### Play-offs
|  | Demi-finales au meilleur des 5 manches | Demi-finales au meilleur des 5 manches |   |  | Finale au meilleur des 5 manches | Finale au meilleur des 5 manches |  |
|  |                                        |                                        |   |  |                                  |                                  |  |
|  | Barry Hawkins                          | 3                                      |   |  |                                  |                                  |  |
|  | Stephen Maguire                        | 1                                      |   |  |                                  |                                  |  |
|  |                                        |                                        |   |  | Barry Hawkins                    | 2                                |  |
|  |                                        | Martin Gould                           | 3 |  |                                  |                                  |  |
|  | Mark Davis                             | 1                                      |   |  |                                  |                                  |  |
|  | Martin Gould                           | 3                                      |   |  |                                  |                                  |  |

## Groupe 7
Le groupe 7 a été joué les 11 et 12 mars 2019. John Higgins a été le septième et dernier à se qualifier pour le groupe des vainqueurs. On note les forfaits de David Gilbert et Barry Hawkins afin de participer à l'Open de Gibraltar. Ils sont remplacés par Noppon Saengkham et Tom Ford.

### Matchs
- John Higgins 3–0 Ding Junhui
- Michael White 0–3 Noppon Saengkham
- Stephen Maguire 0–3 John Higgins
- Mark Davis 3–2 Tom Ford
- Ding Junhui 3–2 Michael White
- Noppon Saengkham 3–1 Mark Davis
- Tom Ford 1–3 Stephen Maguire
- John Higgins 3–1 Michael White
- Ding Junhui 0–3 Noppon Saengkham
- Mark Davis 3–2 Stephen Maguire
- Tom Ford 2–3 Noppon Saengkham
- Michael White 2–3 Stephen Maguire
- John Higgins 3–0 Tom Ford
- Ding Junhui 3–1 Mark Davis
- Michael White 1–3 Tom Ford
- Noppon Saengkham 3–2 Stephen Maguire
- John Higgins 3–0 Mark Davis
- Ding Junhui 3–1 Stephen Maguire
- Michael White 3–1 Mark Davis
- Ding Junhui 3–1 Tom Ford
- John Higgins 3–1 Noppon Saengkham

### Tableau
| Pos. | Joueur           | J | G | P | Mp | Mc | D   |                                               |
| ---- | ---------------- | - | - | - | -- | -- | --- | --------------------------------------------- |
| 1    | John Higgins     | 6 | 6 | 0 | 18 | 2  | +16 | Qualification pour les play-offs du groupe 7. |
| 2    | Noppon Saengkham | 6 | 5 | 1 | 16 | 8  | +8  | Qualification pour les play-offs du groupe 7. |
| 3    | Ding Junhui      | 6 | 4 | 2 | 12 | 11 | +1  | Qualification pour les play-offs du groupe 7. |
| 4    | Stephen Maguire  | 6 | 2 | 4 | 11 | 15 | -4  | Qualification pour les play-offs du groupe 7. |
| 5    | Mark Davis       | 6 | 2 | 4 | 9  | 16 | -7  | Élimination de la compétition.                |
| 6    | Tom Ford         | 6 | 1 | 5 | 9  | 16 | -7  | Élimination de la compétition.                |
| 7    | Michael White    | 6 | 1 | 5 | 9  | 16 | -7  | Élimination de la compétition.                |

### Play-offs
|  | Demi-finales au meilleur des 5 manches | Demi-finales au meilleur des 5 manches |   |  | Finale au meilleur des 5 manches | Finale au meilleur des 5 manches |  |
|  |                                        |                                        |   |  |                                  |                                  |  |
|  | John Higgins                           | 3                                      |   |  |                                  |                                  |  |
|  | Stephen Maguire                        | 1                                      |   |  |                                  |                                  |  |
|  |                                        |                                        |   |  | John Higgins                     | 3                                |  |
|  |                                        | Ding Junhui                            | 0 |  |                                  |                                  |  |
|  | Noppon Saengkham                       | 2                                      |   |  |                                  |                                  |  |
|  | Ding Junhui                            | 3                                      |   |  |                                  |                                  |  |

## Groupe des vainqueurs
Le groupe des vainqueurs a été joué les 13 et 14 mars 2019. Martin Gould remporte son deuxième titre dans ce tournoi face à Jack Lisowski.

### Matchs
- Neil Robertson 3–1 Jack Lisowski
- Judd Trump 3–1 Stuart Bingham
- Martin Gould 3–2 John Higgins
- Mark Selby 1–3 Neil Robertson
- Jack Lisowski 3–1 Judd Trump
- Stuart Bingham 1–3 Martin Gould
- John Higgins 3–2 Mark Selby
- Neil Robertson 1–3 Judd Trump
- Jack Lisowski 3–1 Stuart Bingham
- Martin Gould 0–3 Mark Selby
- John Higgins 1–3 Stuart Bingham
- Judd Trump 1–3 Mark Selby
- Neil Robertson 3–1 John Higgins
- Jack Lisowski 0–3 Martin Gould
- Judd Trump 0–3 John Higgins
- Stuart Bingham 1–3 Mark Selby
- Neil Robertson 0–3 Martin Gould
- Jack Lisowski 3–0 Mark Selby
- Judd Trump 3–0 Martin Gould
- Jack Lisowski 2–3 John Higgins
- Neil Robertson 3–1 Stuart Bingham

### Tableau
| Pos. | Joueur         | J | G | P | Mp | Mc | D  |                                                           |
| ---- | -------------- | - | - | - | -- | -- | -- | --------------------------------------------------------- |
| 1    | Neil Robertson | 6 | 4 | 2 | 13 | 10 | +3 | Qualification pour les play-offs du groupe des vainqueurs |
| 2    | Martin Gould   | 6 | 4 | 2 | 12 | 9  | +3 | Qualification pour les play-offs du groupe des vainqueurs |
| 3    | John Higgins   | 6 | 3 | 3 | 13 | 13 | 0  | Qualification pour les play-offs du groupe des vainqueurs |
| 4    | Jack Lisowski  | 6 | 3 | 3 | 12 | 11 | +1 | Qualification pour les play-offs du groupe des vainqueurs |
| 5    | Mark Selby     | 6 | 3 | 3 | 12 | 11 | +1 | Élimination de la compétition.                            |
| 6    | Judd Trump     | 6 | 3 | 3 | 11 | 11 | 0  | Élimination de la compétition.                            |
| 7    | Stuart Bingham | 6 | 1 | 5 | 8  | 16 | -8 | Élimination de la compétition.                            |

### Play-offs
|  | Demi-finales au meilleur des 5 manches | Demi-finales au meilleur des 5 manches |   |  | Finale au meilleur des 5 manches | Finale au meilleur des 5 manches |  |
|  |                                        |                                        |   |  |                                  |                                  |  |
|  | Neil Robertson                         | 0                                      |   |  |                                  |                                  |  |
|  | Jack Lisowski                          | 3                                      |   |  |                                  |                                  |  |
|  |                                        |                                        |   |  | Jack Lisowski                    | 1                                |  |
|  |                                        | Martin Gould                           | 3 |  |                                  |                                  |  |
|  | Martin Gould                           | 3                                      |   |  |                                  |                                  |  |
|  | John Higgins                           | 0                                      |   |  |                                  |                                  |  |

## Centuries
- 147 (5), 105, 100, 100  David Gilbert
- 143 (3), 143 (4), 143, 141, 139, 139, 135, 122, 113, 113, 110, 109, 107, 103, 102, 100  Mark Selby
- 143 (3), 132, 111, 106, 101, 100  Stuart Bingham
- 142, 137, 136 (W), 127, 125, 115, 111, 110, 109, 105, 105, 104, 103  Judd Trump
- 141 (6), 134, 126, 125, 113, 105  Ali Carter
- 139 (1), 128, 124, 120, 115, 110, 104  Neil Robertson
- 135, 131, 117, 115, 105, 105  Martin Gould
- 135, 129, 124, 116, 108, 105, 104, 103, 102  Stephen Maguire
- 135, 127, 104, 102  Luca Brecel
- 135  Joe Perry
- 135  Ricky Walden
- 134, 121, 120, 120, 105, 105, 101, 101  Barry Hawkins
- 132 (2), 129, 123, 108  Kyren Wilson
- 130 (7), 120, 118, 117, 117  John Higgins
- 127  Tom Ford
- 122  Graeme Dott
- 121, 100  Ding Junhui
- 120, 117  Jimmy Robertson
- 117, 107, 103  Jack Lisowski
- 112, 110  Noppon Saengkham
- 112  Xiao Guodong
- 110  Michael White
- 104  Anthony McGill